# فارس يوسف ججو
فارس يوسف ججو هو سياسي عراقي ووزير العلوم والتكنولوجيا في العراق سابقا (2014 - 2015) ولد عام 1961 في ألقوش في محافظة نينوى في العراق وهو كلداني كاثوليكي وعضو في الحزب الشيوعي العراقي وفاز مع قائمة الوركاء بمنصب نائب في البرلمان وثم اختير وزيرا في حكومة حيدر العبادي في أيلول 2014 وهو خريج كلية الهندسة من جامعة الموصل.